# Cardigan (zatoka)
Cardigan (ang. Cardigan Bay, wal. Bae Ceredigion) – zatoka Morza Irlandzkiego u zachodnich wybrzeży Walii, położona pomiędzy półwyspem Llŷn a półwyspem Pembroke.

## Geografia
Północny koniec zatoki wyznacza wyspa Bardsey, zaś południowy przylądek Strumble Head.
Na brzegach zatoki znajduje się wiele plaż oraz miejscowości wypoczynkowych, takich jak Fishguard, New Quay, Aberaeron, Llanon, Aberystwyth, Borth, Aberdyfi, Tywyn, Barmouth, Porthmadog, Criccieth i Pwllheli. Większość z nich łączy biegnąca wzdłuż wybrzeża linia kolejowa Cambrian Line ze Shrewsbury do Aberystwyth.
Głównymi rzekami uchodzącymi do Cardigan są Afon Glaslyn, Teifi, Rheidol, Dyfi, Aeron, Dysynni oraz Mawddach.